# بيلار كالفو
بيلار كالفو (من مواليد 3 مايو 1963) صحفية وسياسية وعضو في مجلس النواب الإسباني.

## النشأة
ولدت كالفو في 3 مايو 1963 في برشلونة كتالونيا.

## الحياة المهنية
كالفو صحفية رياضية وكانت عضوًا في رابطة الصحفيين في كاتالونيا منذ عام 1989. عملت في العديد من المؤسسات الإعلامية. بدأت حياتها المهنية في قسم الرياضة في كاتالونيا راديو عندما تم إنشاء المحطة في عام 1983. قدمت أخبارًا يومية عن نادي برشلونة وشاركت لمدة 13 عامًا في عرض فوتبول في كاتالونيا راديو. عملت في السنوات الأخيرة كمستشارة في قطاعات مختلفة في الصين وأوروبا وأمريكا الجنوبية وهي شريكة في إسبورتيا، وهي شركة استشارات رياضية إلكترونية.
في الانتخابات الإقليمية لعام 2017 تم وضع كالفو في المرتبة 64 على قائمة مرشحي التحالف الانتخابي معًا من أجل كاتالونيا في مقاطعة برشلونة، لكن التحالف تمكن فقط من الفوز بـ 17 مقعدًا في المقاطعة ونتيجة لذلك فشلت في الحصول على الانتخاب. كانت من الأعضاء المؤسسين للنداء الوطني للجمهورية عام 2018. كانت المتحدثة باسم قادة استقلال كاتالونيا المحتجزين جواكيم فورن وجوزيب رول وجوردي سانشيز وجوردي تورول أثناء إضرابهم عن الطعام في ديسمبر 2018.
في الانتخابات المحلية لعام 2019 احتلت المركز الثامن على قائمة مرشحي معا من أجل كاتالونيا في برشلونة، لكن التحالف تمكن فقط من الفوز بخمسة مقاعد في المدينة ونتيجة لذلك فشلت في الحصول على الانتخاب. في الانتخابات العامة في نوفمبر 2019 تم وضعها في المركز السابع على قائمة مرشحي الحزب في مقاطعة برشلونة، لكن التحالف تمكن فقط من الفوز بأربعة مقاعد في المقاطعة ونتيجة لذلك فشل في الفوز. في مارس 2021 تم تعيينها في مجلس النواب بعد انتخاب لورا بوراس في برلمان كاتالونيا.